# Coltrane changes

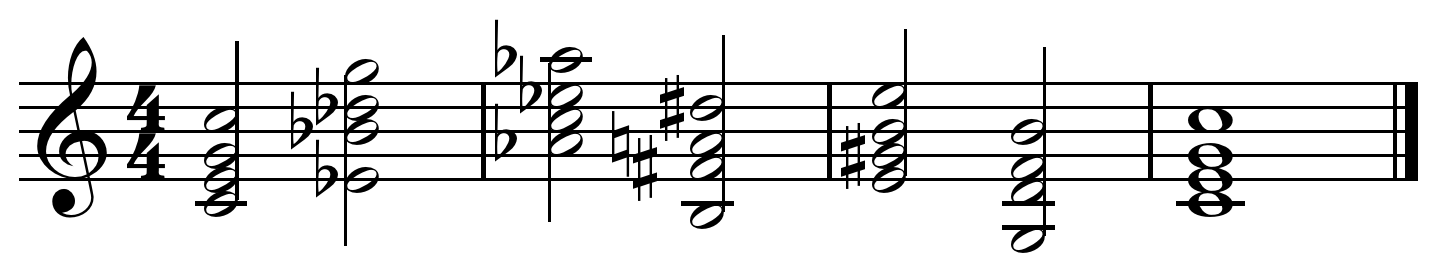
Coltrane Changes

Coltrane changes is een in de jazzmuziek algemeen aanvaarde term die zijn oorsprong vindt in een compositie van saxofonist John Coltrane, getiteld "Giant Steps". De benaming slaat enerzijds op een typische akkoordenprogressie (opeenvolging), maar impliceert anderzijds een compositietechniek die voor het eerst frequent door Coltrane werd toegepast.

## Geschiedenis
Na de bloei van de (tonale) swingmuziek in de jaren 20 en 30, na de stomende bebopperiode van de jaren 40, en eveneens na de intimistische Cool Jazz in de jaren 50, sloeg "Giant Steps" (1959) in als een bom. John Coltrane had voor de eerste keer in de geschiedenis van de jazzmuziek (en wellicht ook in die van de klassieke muziek) een compositie geschreven die integraal gebruikmaakte van het "multitonaal systeem". Bij deze techniek verdeelt men het octaaf (vb.: van do tot do') in twee, drie, vier, of meer gelijke delen, zodat er twee, drie, vier, of meer ijkpunten ontstaan. Die ijkpunten worden dan bijgevolg beschouwd als de verschillende toonaarden van de compositie. Coltrane, bijvoorbeeld, verdeelde het octaaf voor "Giant Steps" in drie delen: B groot - D# of Eb groot - G groot (telkens een grote terts van elkaar verwijderd). Op die manier had hij drie toonaarden die een heel symmetrisch verband vertoonden. Coltrane zorgde ervoor dat elke toonaard evenwaardig was, en gebruikte ze elk ongeveer evenveel. Hij verbond de ene toonaard met de andere door simpelweg elke toonaard door zijn eigen vijfde graad (dominant) te laten voorafgaan (vb.: B-D7-G-Bb7-Eb-Gb7-B), of door middel van de overbekende II-V-I progressie (vb.: B /Am7 D7/G /Fm Bb7/Eb /Dbm Gb7/B ). Men mag zich hierbij niet vergissen door te trachten, zoals in traditionele (tonale) muziek, een toonaard te achterhalen door bijvoorbeeld te kijken op welk akkoord het stuk eindigt. Bij het multitonaal systeem zijn er diverse toonaarden (meestal drie of vier) die allemaal even belangrijk zijn.
Coltrane paste deze techniek ook toe op andere, reeds bestaande composities (standards), waarvan hij de akkoorden en soms ook de melodie veranderde (vb.: "Countdown"; gebaseerd op "Tune Up" van Miles Davis, of "But Not For Me" van George Gershwin).
"Giant steps" verscheen op de gelijknamige elpee in 1959, en bleek geen gemakkelijk stuk te zijn om op te improviseren. Ondanks de voortreffelijke solo van Coltrane zelf (die had blijkbaar goed gestudeerd), slaagde pianist Tommy Flanagan er op de plaat niet in zijn solo tot een goed einde te brengen. Echter, wellicht had niemand in die tijd het beter gedaan. Men was immers gewend in één toonaard (of door modulatie in twee toonaarden) te spelen of te improviseren, en plots, met "Giant Steps", moest je in sneltempo door drie constant wisselende toonaarden fietsen.